# Hieronyma alchorneoides

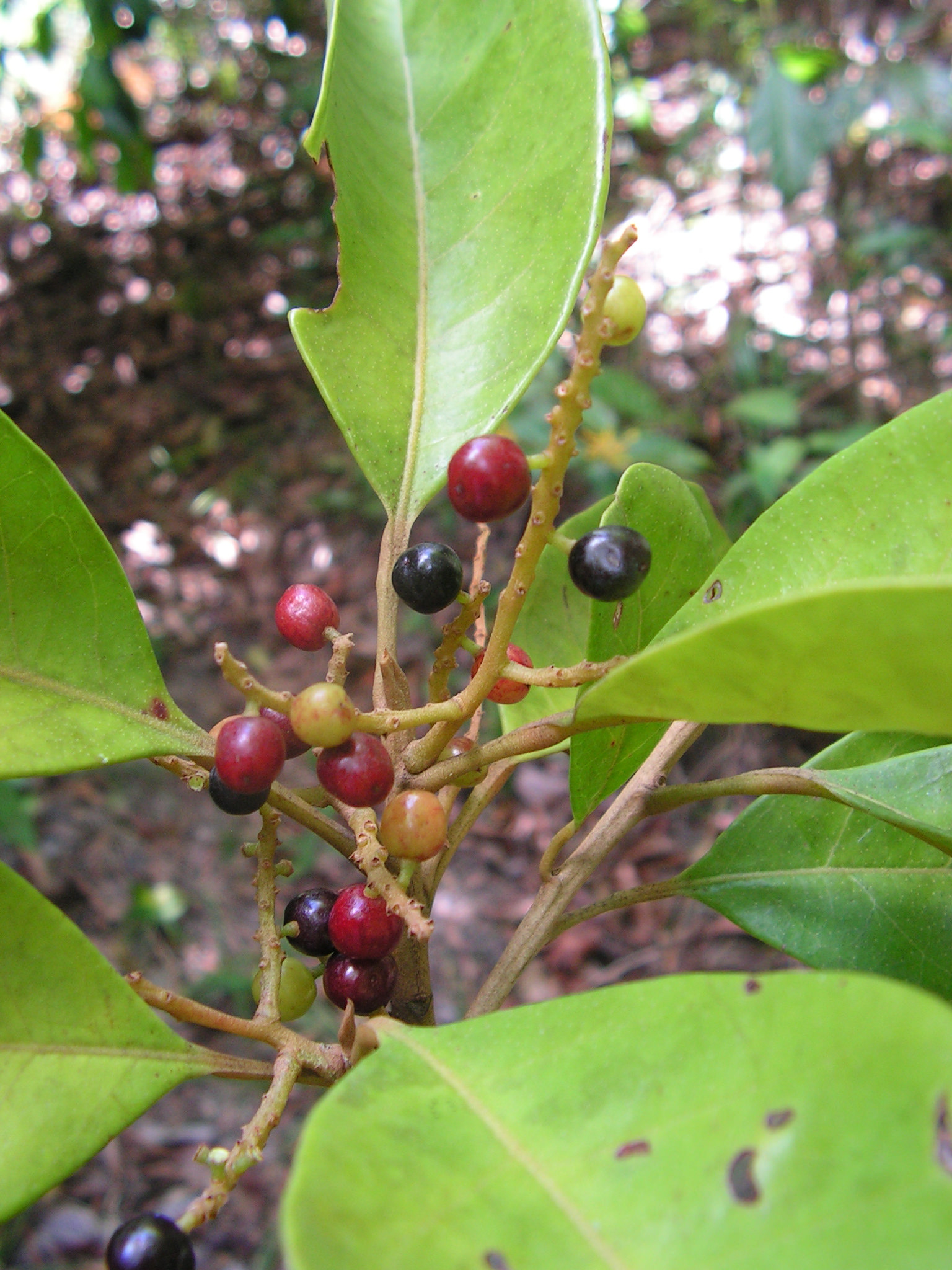
Früchte

Hieronyma alchorneoides ist eine Pflanzenart aus der Familie der Phyllanthaceae. Sie kommt vom südlichen Mexiko bis in das Amazonasbecken von Brasilien und Peru vor, dort wird sie Zapatero, Pilón oder Bully Tree genannt. Hieronyma alchorneoides liefert ein recht hartes Holz, welches der Art auch den Beinamen „Pilón“ = Trog einbrachte, da es häufig zur Herstellung von Mörsern zum Mahlen von Mais genutzt wird.
Manchmal wird der Gattungsname auch fälschlich Hyeronima geschrieben.

## Beschreibung

### Erscheinungsbild und Laubblatt
Hieronyma alchorneoides wächst als immergrüner Baum mit dichter Krone, der Wuchshöhen bis zu 40–45 Meter erreichen kann und dann zu den „Urwaldriesen“ gehört, die das Kronendach überragen. Das Herzwurzelsystem ist besonders breit angelegt, dies brachte ihm den spanischen Trivialnamen Zapato = Schuh ein. Die Krone setzt sehr hoch an, astfreie nutzbare Stammlängen von etwa 20 Meter können bei einem Stammdurchmesser von 50 bis 170 Zentimetern erreicht werden. Es sind Wurzelanläufe oder Brettwurzeln vorhanden. Die rissige, mehr oder weniger dicke Borke ist rot-braun bis braun und leicht rau bis schuppig.
Die wechselständig angeordneten, einfachen, leicht ledrigen Laubblätter sind länger gestielt. Der Blattstiel mit oben einem „Gelenk“ ist bis 18 Zentimeter lang. Die Blätter sind ganzrandig, etwa 7–25 Zentimeter lang und eiförmig bis elliptisch, rundlich oder verkehrt-eiförmig und an der Spitze bespitzt. Oberseits sind sie schwach behaart und unterseits etwas stärker schuppig-behaart, vor allem auf den Adern. Die Blattspreiten sind bei jungen Bäumen mit etwa 280 cm² und bei älteren Bäumen mit etwa 60 cm² recht groß. Es sind abfallende Nebenblätter vorhanden.

### Blüte, Frucht und Samen
Hieronyma alchorneoides ist zweihäusig getrenntgeschlechtig (diözisch), männliche und weibliche Blüten befinden sich also an unterschiedlichen Exemplaren. Die rispigen, leicht haarigen Blütenstände mit langen traubigen Seitenachsen sind etwa 10–15 cm lang. Die sehr kleinen, gestielten und eingeschlechtlichen Blüten sind grün mit einfacher Blütenhülle, die Kronblätter fehlen. Der becherförmige, leicht schuppige Kelch besitzt 4 winzige Lappen oder keine. Es sind bei den männlichen Blüten meist 4 bis 6 Staubblätter und ein kleiner Pistillode vorhanden. Bei den weiblichen Blüten ist ein meist zweikammeriger, oberständiger Fruchtknoten mit zwei (drei), kurzen und ausgebogenen, teils verwachsenen Griffeln mit zweilappigen Narben ausgebildet. Bei den Blüten ist jeweils ein Diskus vorhanden.
Die kleinen und etwa 3 bis 5 mm großen, rundlichen und glatten Steinfrüchte mit beständigem Kelch sind zunächst grün und dann rötlich bis dunkel-violett, schwärzlich. Die Schale ist dünn und das fleischige Fruchtfleisch ist süßlich. Die Frucht enthält meist nur einen Samen im harten, feingrubigen und leicht höckrigen Steinkern.

## Nutzung
Das recht schwere, gut beständige und schöne Holz besitzt einen hellen, rötlichen Splint. Das Kernholz hat eine dunkelbraune bis rötlich-braune Farbe. Die Textur des Holzes ist mittel bis fein, die Holzfasern weisen eine Wechseldrehwüchsigkeit auf. Das Holz des Zapateros zählt zu den härtesten und dauerhaftesten Edelhölzern in Südamerika. Es ist zudem salzwasserresistent. Aus diesem Grund eignet es sich besonders für den Bau von tragenden Konstruktionen im Hafenbereich, aber auch zum Gleisbau, Tiefbau, als Fußbodenbelag oder als dekoratives Furnierholz. Es ist auch bekannt als Suradan.

## Vorkommen
Das Verbreitungsgebiet von Hieronyma alchorneoides reicht vom südlichen Mexiko bis in das Amazonasbecken von Brasilien und Peru. Fundortangaben gibt es für Mexiko, Belize, Costa Rica, Guatemala, Panama, die Dominikanische Republik, St. Lucia, St. Vincent, Trinidad, Französisch-Guayana, Guyana, Suriname, Venezuela, Brasilien, Bolivien, Kolumbien, Ekuador und Peru. Er gedeiht in tropisch feuchten bis sehr feuchten Gebieten bis zu einer Höhenlage von 900 Metern.

## Taxonomie
Die Gattung Hieronyma wurde mit der Typusart Hieronyma alchorneoides 1848 durch Francisco Freire Allemão e Cysneiro in Plantas Novas do Brasil 1 aufgestellt und in (Typographia do Archivo Medico Brasileiro) IV, N. 8: 169 dann als Hieronyma erstbeschrieben (in Illustration als Hieronima alchornioides).
Synonyme sind: Hieronyma alchorneoides var. stipulosa P.Franco, Hieronyma caribaea Urb., Hieronyma chocoensis Cuatrec., Hieronyma ferruginea (Tul.) Tul., Hieronyma heterotricha Pax & K.Hoffm., Hieronyma laxiflora (Tul.) Müll.Arg., Hieronyma mattogrossensis Pax & K.Hoffm., Hieronyma mollis Müll.Arg., Hieronyma ovatifolia Lundell, Hieronyma tectissima L.A.Standl. & L.O.Williams, Stilaginella amazonica Tul., Stilaginella ferruginea Tul., Stilaginella laxiflora Tul.